# Cutler (Maine)
Cutler es un municipio situado en el condado de Washington, Maine, Estados Unidos. Tiene una población estimada, a mediados de 2023, de 527 habitantes.

## Geografía
La localidad está ubicada en las coordenadas 44°38′56″N 67°13′30″O / 44.64889, -67.22500 (44.648805, -67.224877). Según la Oficina del Censo, tiene una superficie total de 305.45 km², de los cuales 121.28 km² corresponden a tierra firme y 184.17 km² están cubiertos de agua.

## Demografía
Según el censo de 2020, en ese momento había 524 personas residiendo en la localidad. La densidad de población era de 4.3 hab./km². El 92.56% de los habitantes eran blancos, el 1.53% eran amerindios, el 0.76% eran asiáticos, el 0.19% era de otra raza y el 4.96% eran de una mezcla de razas. Del total de la población, el 0.76% eran hispanos o latinos de cualquier raza.